# نايجل كلارك
نايجل كلارك (بالإنجليزية: Nigel Clarke)‏ هو موسيقي وملحن بريطاني، ولد في 1960.

## وصلات خارجية
- نايجل كلارك على موقع IMDb (الإنجليزية)
- نايجل كلارك على موقع ألو سيني (الفرنسية)
- نايجل كلارك على موقع ميوزك برينز (الإنجليزية)
- نايجل كلارك على موقع أول موفي (الإنجليزية)
- نايجل كلارك على موقع ديسكوغز (الإنجليزية)
- نايجل كلارك على موقع قاعدة بيانات الفيلم (الإنجليزية)
- نايجل كلارك على موقع كينوبويسك (الروسية)